# Agrochola undata
Agrochola undata là một loài bướm đêm trong họ Noctuidae.